# Джейн, Анна
Анна Джейн (настоящее имя Анна Николаевна Потапкина, 14 января 1988 года, город Красноярск, Красноярский край, СССР — 1 февраля 2023 года, город Красноярск, Красноярский край, Россия) — российская писательница, известная многочисленными любовными молодёжными романами. Самый издаваемый автор художественной литературы в России в 2023 и 2024 году.

## Биография

### Юность
О биографии Анны Потапкиной (настоящее имя Анны Джейн) известно немного. Согласно информации, которая указана в её сообществе, она окончила Сибирский федеральный университет, где училась на факультете филологии и факультете психологии, а после работала редактором и детским психологом.
По словам близких, Анна с детства мечтала стать писателем и с 2010 года размещала свои тексты на интернет-площадках.

### Творческая деятельность
Хобби превратилось в профессию в 2014 году, когда одна из читательниц Анны отправила рукопись в издательство АСТ и получила предложение о сотрудничестве.
С 2015 по 2017 год книги Анны Джейн выходили в серии «Звезда рунета», где публиковались авторы, популярные в соцсетях. В 2017 году в издательстве АСТ отметили успех Анны и организовали специальную серию «Анна Джейн. Лучшие книги».
В феврале 2023-го, уже после смерти Анны, издательство переиздало и выпустило 16 книг в серии «Джейн Анна: мир любви». Благодаря тому, что все романы были опубликованы в первой половине 2023 года, Анна вошла в рейтинг самых издаваемых авторов. Совокупный тираж её книг за этот период составил 745,5 тысячи экземпляров. Общий тираж книг автора в 2024 году составил 2 миллиона 238 тысяч экземпляров.
Помимо издательства АСТ, книги Анны выходили в детском издательстве Clever, на сайте которого продаются не только её романы, но и мерч по мотивам произведений: открытки с персонажами, блокноты с цитатами, личный дневник, где есть список любимых фильмов, песен и книг Анны, а также полезные советы начинающим авторам[значимость факта?].

## Смерть
1 февраля 2023 года Анна Джейн умерла. О смерти писательницы сообщила её помощница, помогавшая вести соцсети. О трагедии ей рассказала тетя Анны, причину смерти не назвала, но отметила: это связано со здоровьем. В информационной ленте телеграмм-канала автора «Твое сердце будет разбито» было озвучено место прощания и похорон. Могила автора находится на новом кладбище Красноярска «Бадалык», 92 сектор.